# 克莱枫丹
伊夫林地区克莱枫丹（法語發音：[klɛʁfɔ̃tɛn ɑ̃.n‿ivlin] ⓘ），通称克莱枫丹，又称克莱尔方丹、克莱方丹，是法国中北部法兰西岛大区伊夫林省的市镇，属于朗布依埃区。知名的法国克莱枫丹足球训练营的位于该地。

## 地理
克莱枫丹（48°36'45"N, 1°54'29"E）面积17.22 平方千米，位于法国法蘭西島大區伊夫林省，该省份为法国北部内陆省份，北起瓦兹河谷省，西接厄尔省，西南接厄尔-卢瓦省，东南接埃松省，东临上塞纳省。
与克莱枫丹接壤的市镇（或旧市镇、城区）包括：比利永、拉塞勒莱博尔德、朗布依埃、伊夫林地区圣阿尔努、松尚、伊夫林地区维埃耶埃格利斯。

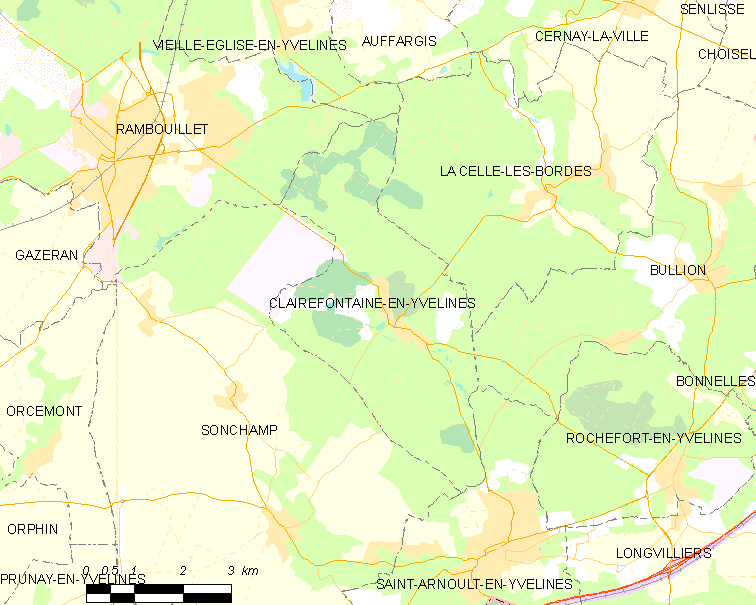
克莱枫丹的OSM定位图

克莱枫丹的时区为UTC+01:00、UTC+02:00（夏令时）。

## 行政
克莱枫丹的邮政编码为78120，INSEE市镇编码为78164。

## 政治
克莱枫丹所属的省级选区为朗布依埃县。

## 人口

1962-2008年间克莱枫丹人口变化图示

克莱枫丹于2022年1月1日时的人口数量为851人。